# Aspidistra nikolaii
Aspidistra nikolaii là một loài thực vật có hoa trong họ Măng tây. Loài này được Aver. & Tillich mô tả khoa học đầu tiên năm 2008.